# Bundesstraße 172
Die Bundesstraße 172 (Abkürzung: B 172) ist eine 27 km lange deutsche Bundesstraße im Freistaat Sachsen. Sie beginnt in Pirna und endet am Grenzübergang zur Tschechischen Republik in Schmilka (Sächsische Schweiz).

## Verlauf und Geschichte
Die Bundesstraße beginnt in Pirna an der Sachsenbrücke, dem Knoten der B 172a und S 177, wo sie teilweise vierstreifig ausgebaut ist. Über zwei Kehren überwindet die Straße die Geländestufe zum Stadtteil Sonnenstein und verläuft auf der Hochfläche der Struppener Ebenheit bis Königstein/Sächsische Schweiz. Unterhalb der Festung Königstein führt die Straße wieder in das Elbtal hinab. Die enge Ortsdurchfahrt Königstein stellt ein Hauptnadelöhr der aktuellen Streckenführung dar. In Bad Schandau existierte mit der Carolabrücke seit 1877 eine feste Elbquerung. Allerdings wurde der weiterführende rechtselbische Straßenabschnitt nach Schmilka erst 1909 fertiggestellt. Die steigende Verkehrsbelastung und die Elektrifizierung der Elbtalbahn machte 1977 den Bau einer neuen Elbbrücke erforderlich. Bis Mitte der 1930er Jahre endete die Straße in Schmilka. Der Lückenschluss entlang der Elbe über Hřensko (Herrnskretschen) nach Děčín (Tetschen) (heute Silnice I/62) wurde erst 1936–39 fertiggestellt. Bis dahin verlief der Verkehr von Pirna über die Struppener Ebenheit nach Hermsdorf, querte die Biela und führte weiter über Rosenthal und Maxičky (Maxdorf) nach Děčín (Tetschen).
Bis zum 1. Januar 2015 war der Beginn der B 172 in Dresden am Georgplatz, die Verbindung nach Pirna wurde zur Staatsstraße herabgestuft, da der überregionale Verkehr mittlerweile über die A 17 und die B 172a von Dresden nach Pirna geführt wird.

## Ausbau und Verkehrsbelastung
Der B 172 kommt als Hauptverkehrsader eine hohe Bedeutung für die Erschließung des Elbsandsteingebirges zu. Bis 1990 galt die Route als „Strecke der hohen Verkehrssicherheit“. Dies änderte sich mit der schlagartig steigenden Verkehrsbelastung Anfang der 1990er Jahre.
Zur Bewältigung des erhöhten Verkehrsaufkommens erfolgte in Pirna zwischen der Stadtgrenze zu Heidenau und der Kreuzung mit der Staatsstraße 173 (Clara-Zetkin-Straße) zwischen 1999 und 2007 der abschnittsweise vierspurige Ausbau. Dabei wurde die Trasse im Bereich des ehemaligen Kunstseidenwerkes (siehe Hugo Küttner) auch teilweise neu trassiert.
Gleichwohl weist die Trasse im Stadtgebiet von Pirna weiterhin eine sehr hohe Verkehrsbelastung auf. Im Abschnitt zwischen der Sachsenbrücke und der Staatsstraße 164 (Maxim-Gorki-Straße) liegt der DTV bei bis zu 31.500 Fahrzeugen pro Tag, im weiteren Verlauf bis zur Kreuzung mit der Staatsstraße 168 (Struppener Straße) bei bis zu 24.000 Fahrzeugen pro Tag. Diese Verkehrsstärken führen insbesondere an tourismusstarken Wochenenden regelmäßig zu Stau in der Pirnaer Innenstadt.
Zur Entlastung erfolgt seit 2017 federführend durch die DEGES der Bau der Bundesstraße 172n als südliche Ortsumfahrung („Südumfahrung“). Die Fertigstellung erfolgt voraussichtlich 2026. Mit Inbetriebnahme wird sich die Verkehrsbelastung auf der bisherigen innerstädtischen Trasse um voraussichtlich etwa 50 % reduzieren.
Die Entlastung des Abschnittes östlich von Pirna gestaltet sich als schwierig, da insbesondere die beengten städtebaulichen Situationen in Königstein und Bad Schandau kaum Platz für notwendige Ausbaumaßnahmen lassen. In Königstein erfolgte im Februar 2009 im Bereich der Bahnhofstraße zur Verbreiterung des Straßenraumes der Abriss der hangseitigen Bebauung. Aktuelle Planungen sehen hier im Bereich der Bahnhofstraße einen weiteren Ausbau mit Hangsicherung, Sanierung der Stützmauer im Bereich des Bahnhofs und Fahrbahnverbreitung vor. Der Stand der Umsetzung ist noch offen (Stand 11/2023).
Für den Streckenabschnitt östlich von Pirna wurden folgende Verkehrsstärken (DTV) ermittelt (bei der Interpretation der Daten sind ab 2019 die Einflüsse der COVID-19-Pandemie in Deutschland zu beachten):
Königstein
- 2010: 7.591 Fahrzeuge
- 2015: 7.741 Fahrzeuge
- 2019: 8.216 Fahrzeuge
- 2020: 7.356 Fahrzeuge
- 2021: 6.790 Fahrzeuge

Schmilka
- 2005: 3.960 Fahrzeuge
- 2010: 2.361 Fahrzeuge
- 2015: 2.829 Fahrzeuge
- 2019: 3.449 Fahrzeuge
- 2020: 2.163 Fahrzeuge
- 2021: 1.924 Fahrzeuge

## Galerie

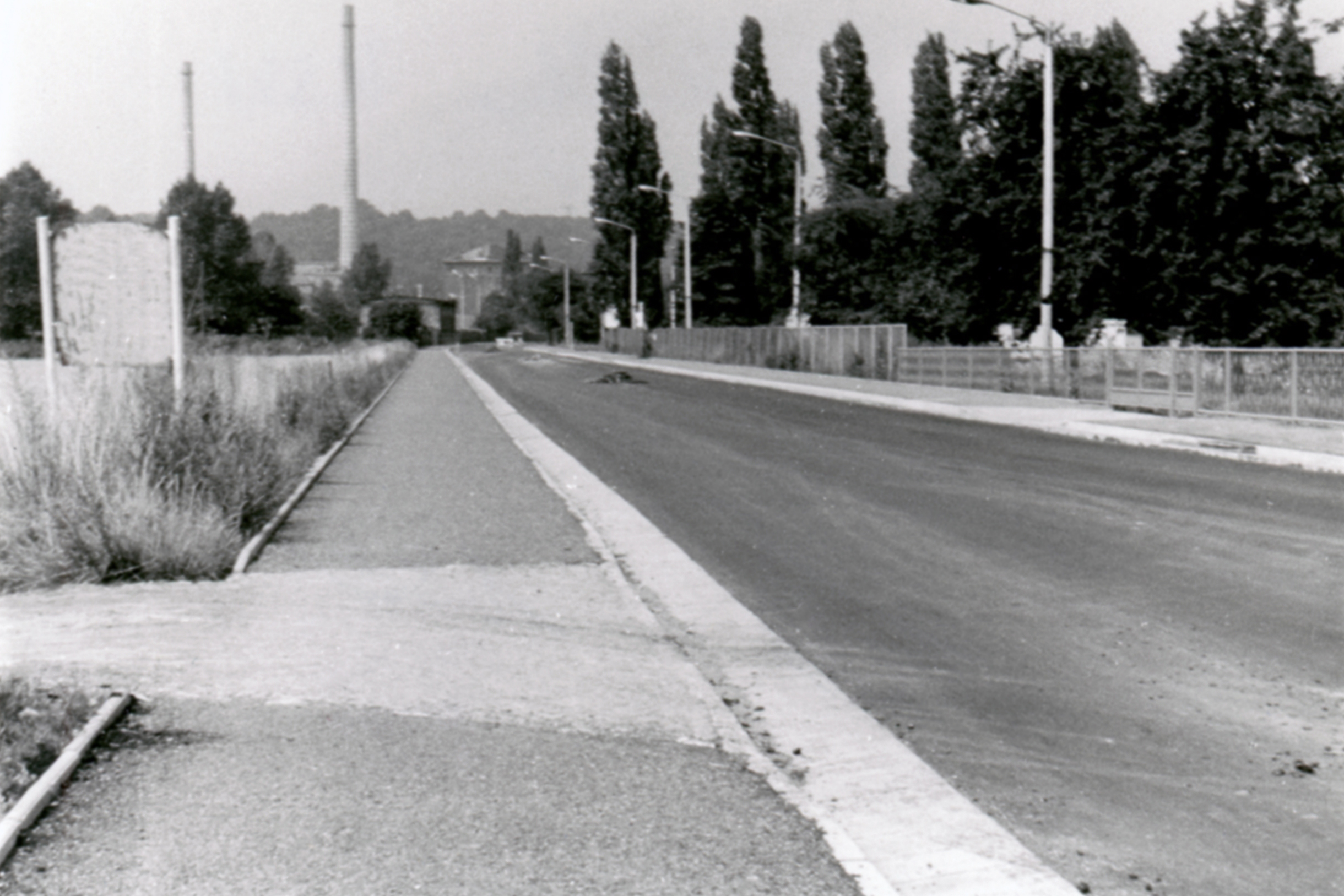
Pirna: historische Aufnahme der damaligen Fernverkehrsstraße 172 (F 172) im Bereich der heutigen Sachsenbrücke, Blickrichtung Dresden (Aufnahme 1981)
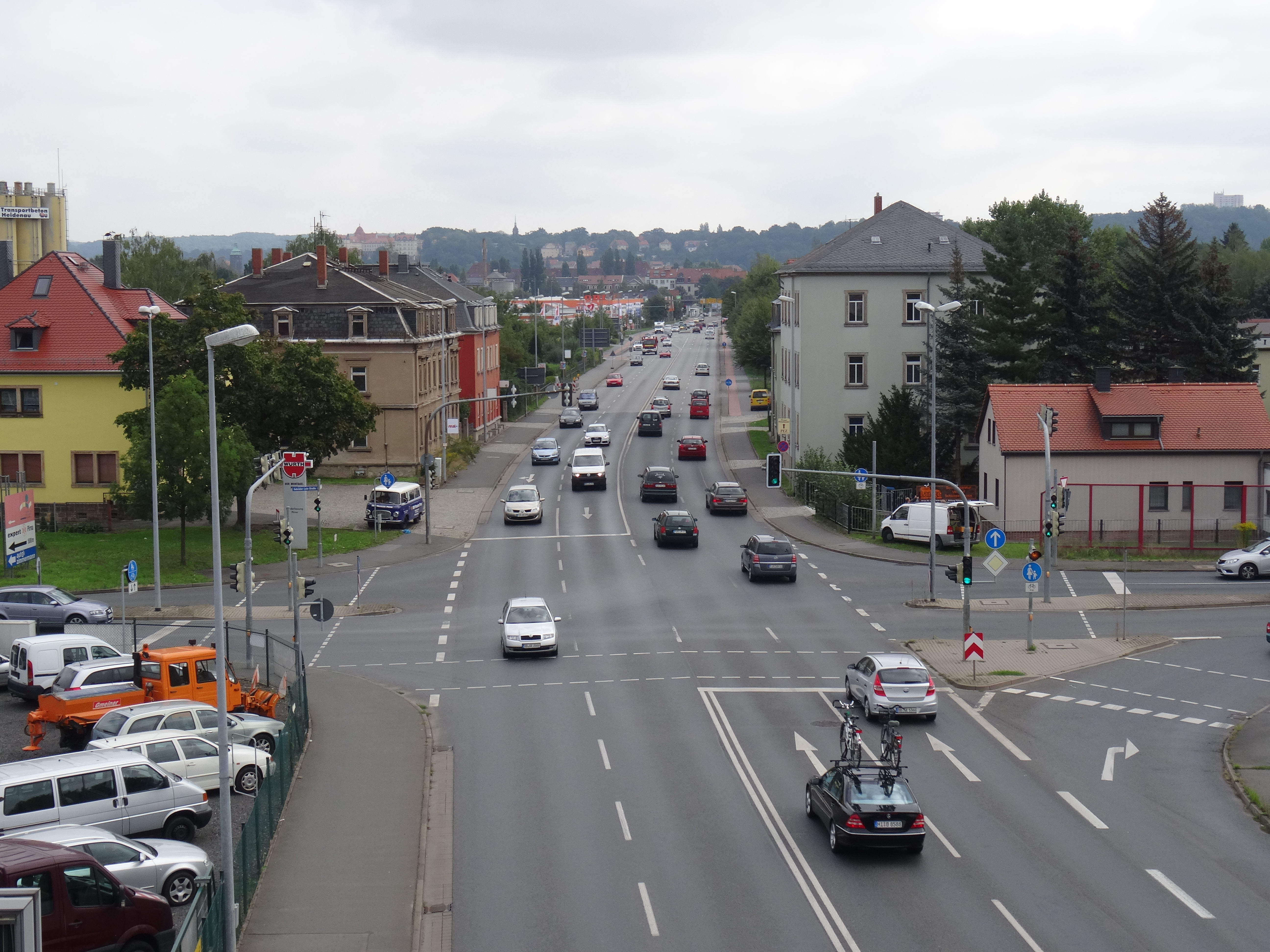
Pirna: Blick von der Sachsenbrücke stadteinwärts auf den vierspurig ausgebauten Abschnitt der Dresdner Straße (Aufnahme 2015)
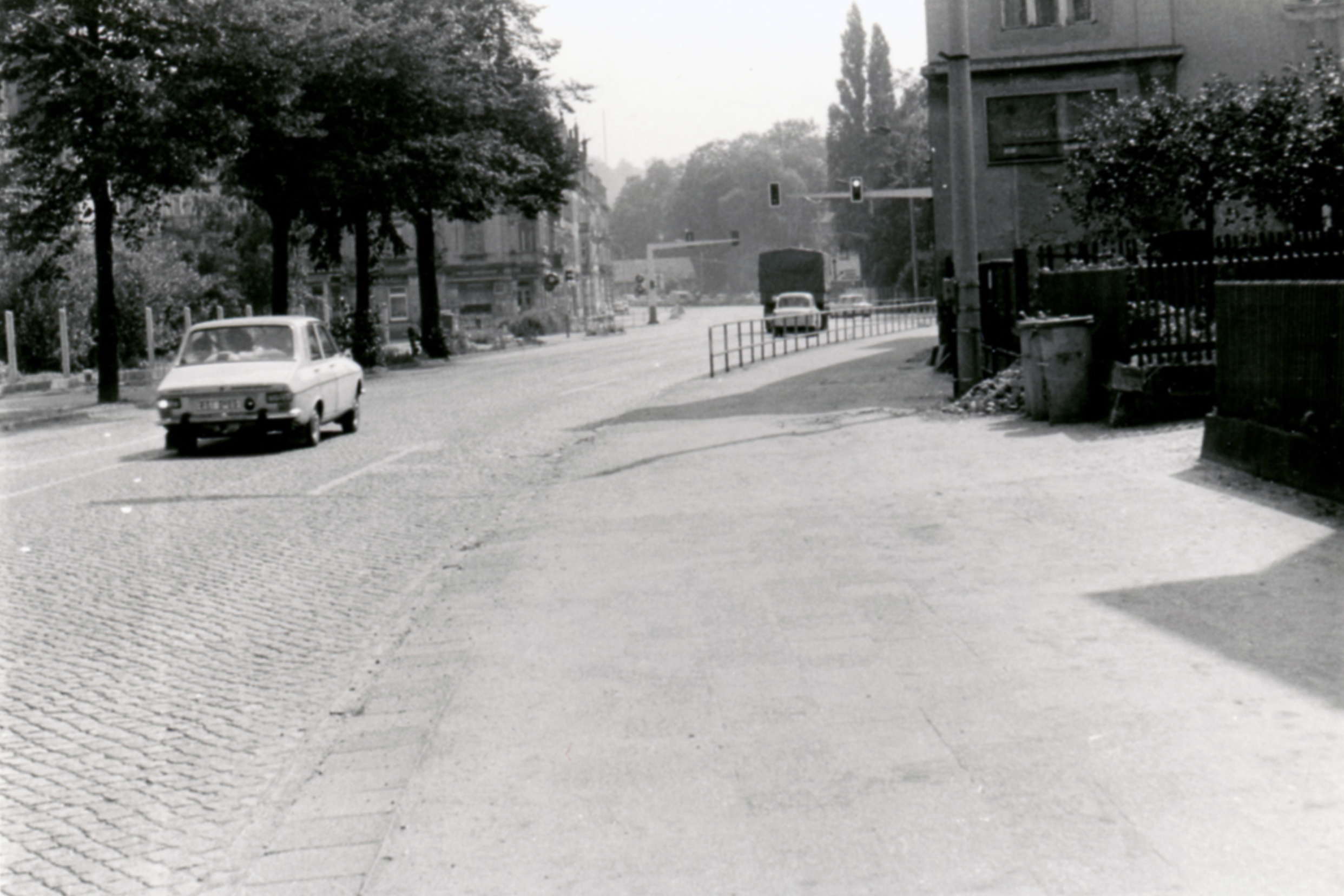
Pirna: historische Aufnahme mit Blick auf den Kreuzungsbereich der Dresdner Straße mit der Maxim-Gorki-Straße / Dippoldiswalder Straße (Aufnahme 1981)
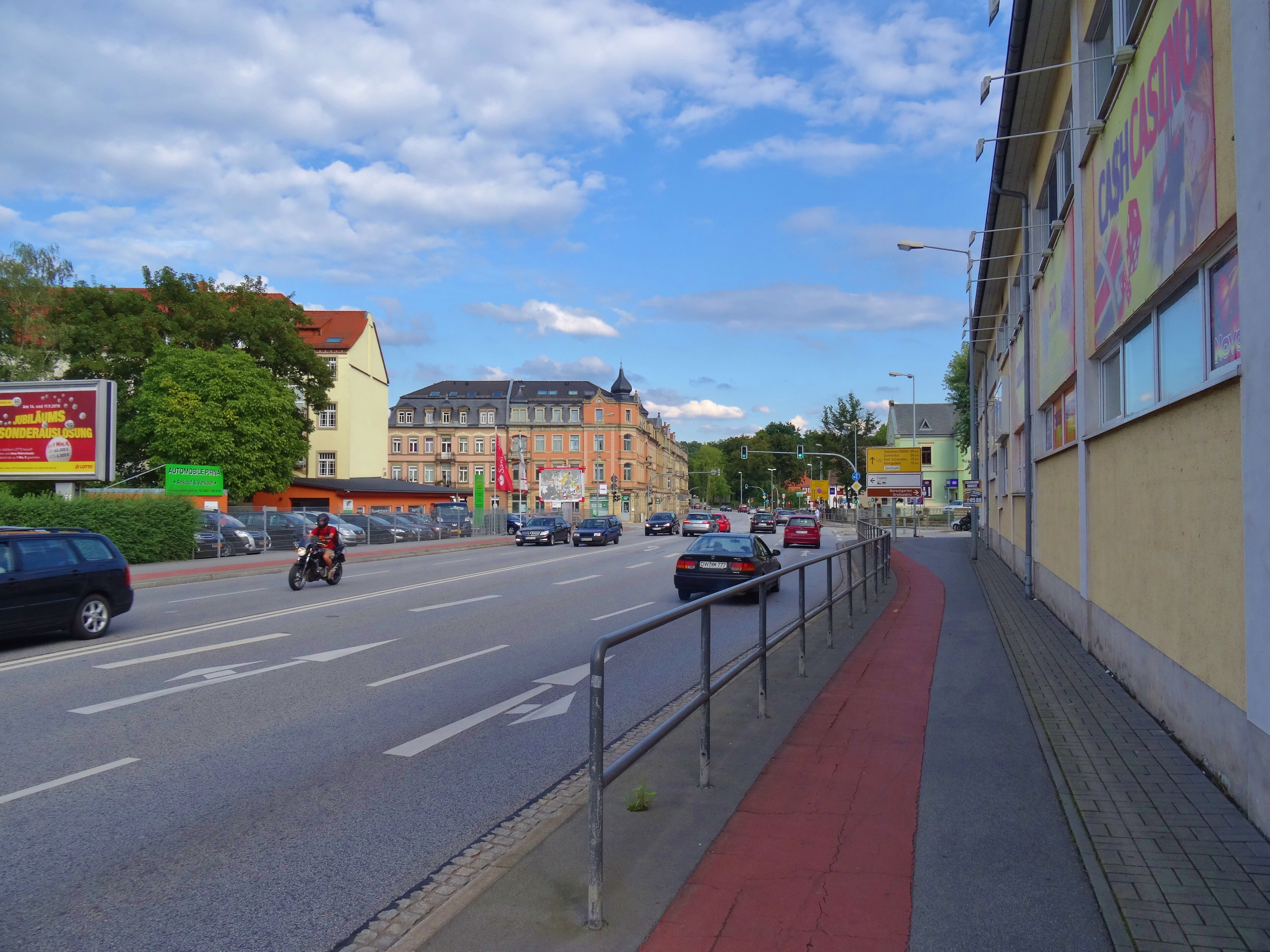
Pirna: Blick auf den Kreuzungsbereich der Dresdner Straße mit der Maxim-Gorki-Straße / Dippoldiswalder Straße (Aufnahme 2015)
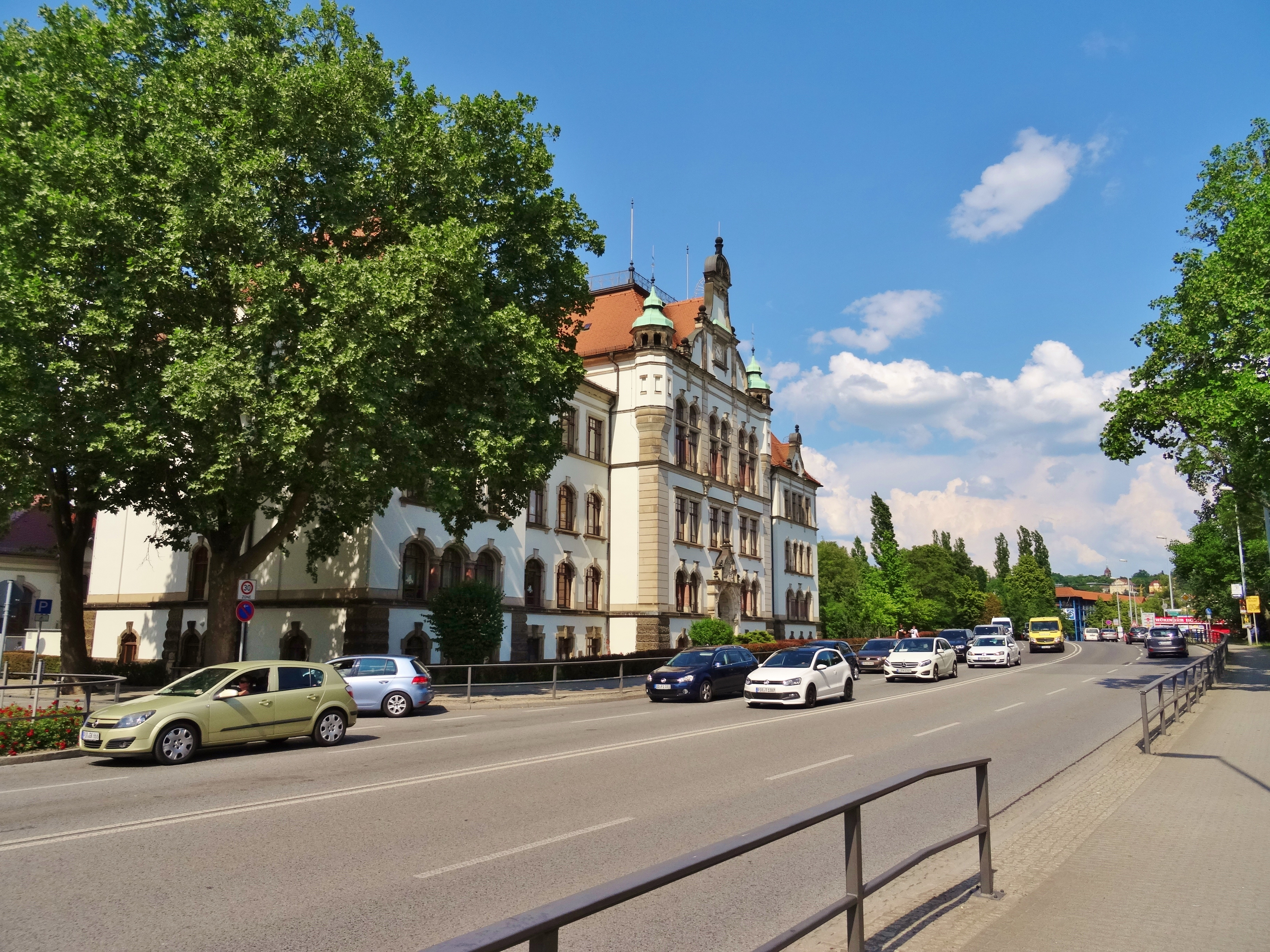
Pirna: Streckenabschnitt der Königsteiner Straße (Aufnahme 2018)
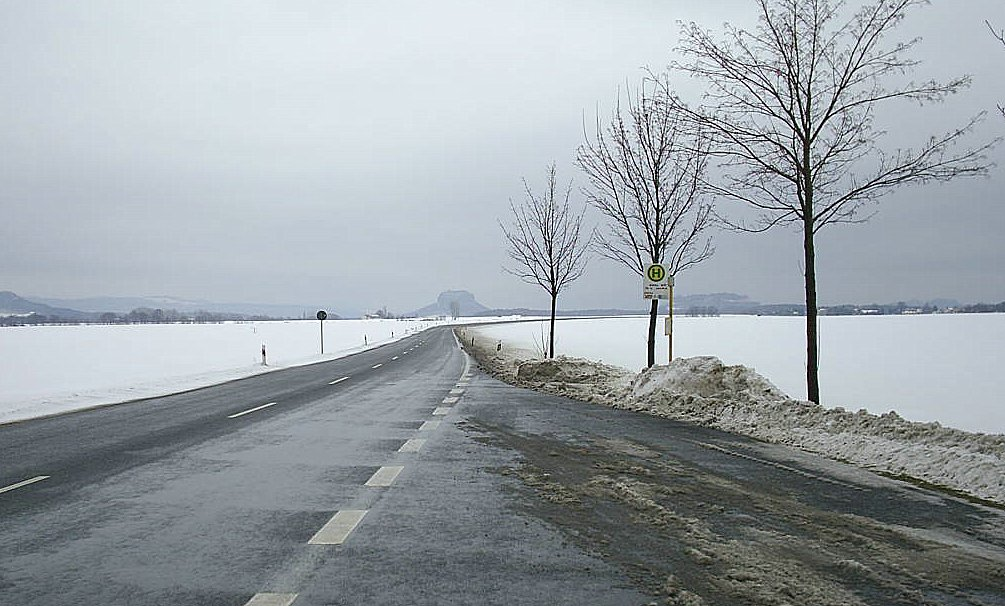
Straßenverlauf südöstlich von Krietzschwitz mit Blick auf Lilienstein und Festung Königstein (Aufnahme 2006)
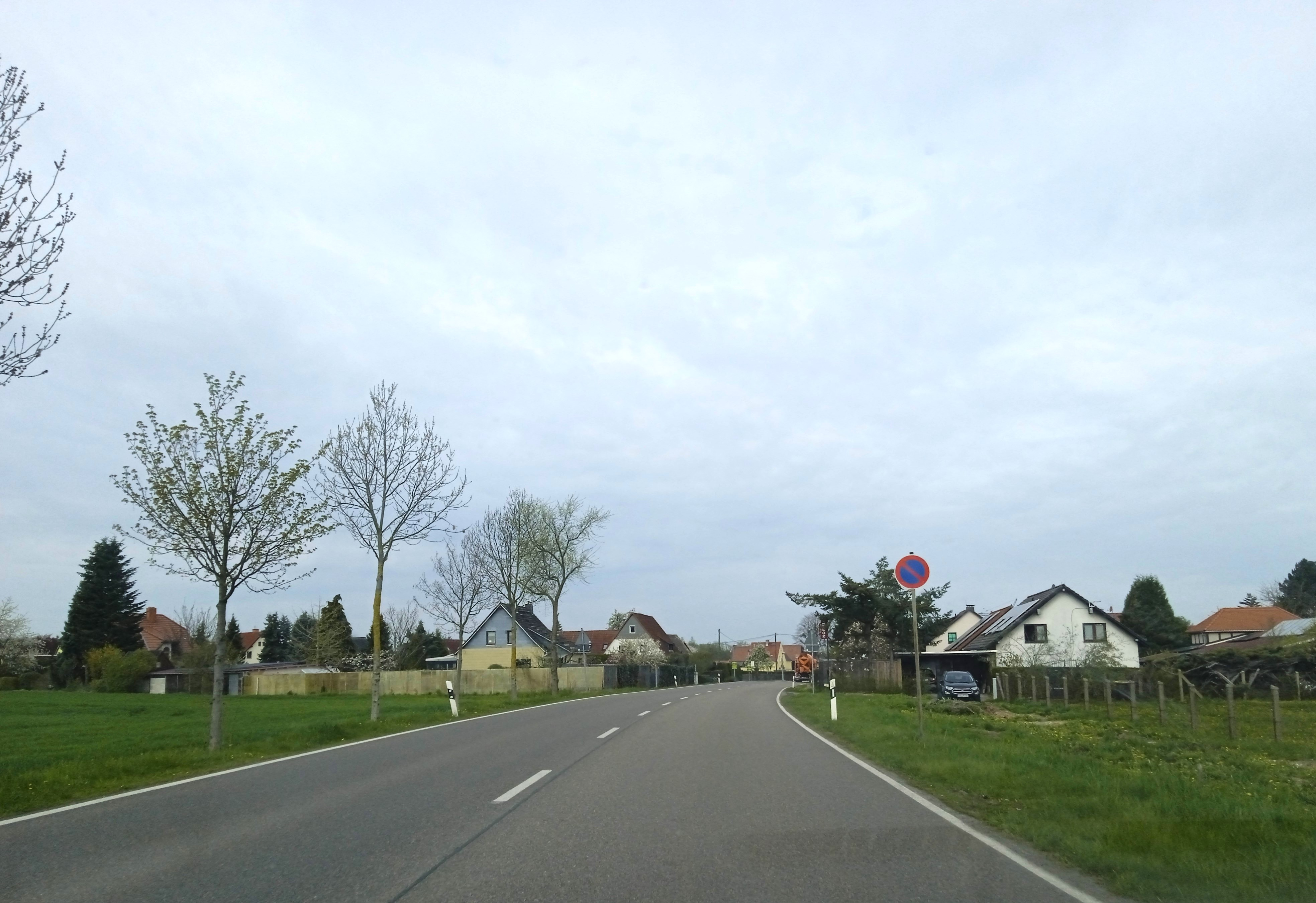
Struppen-Siedlung: Straßenverlauf in Fahrtrichtung Pirna
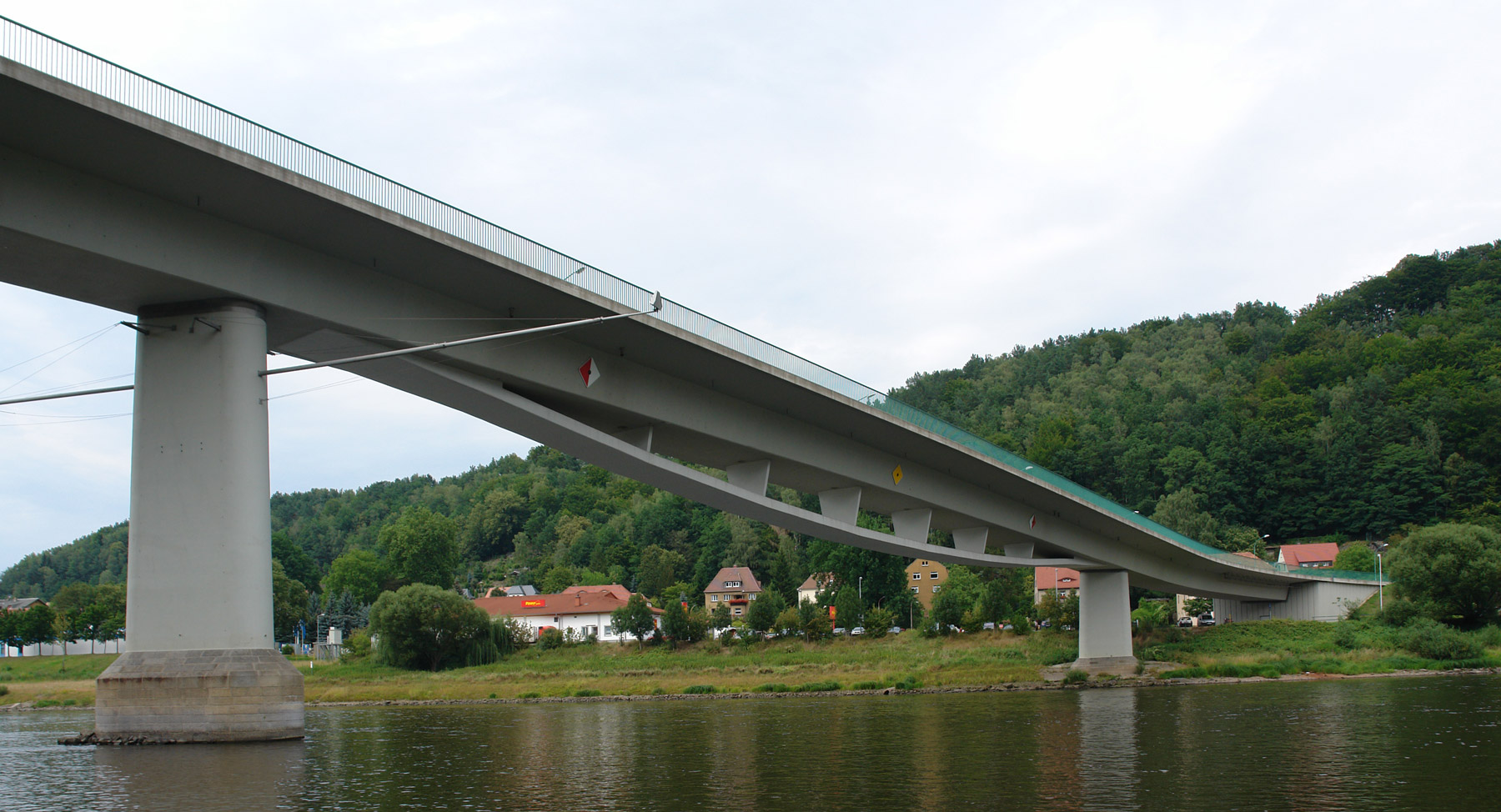
Bad Schandau: Elbebrücke
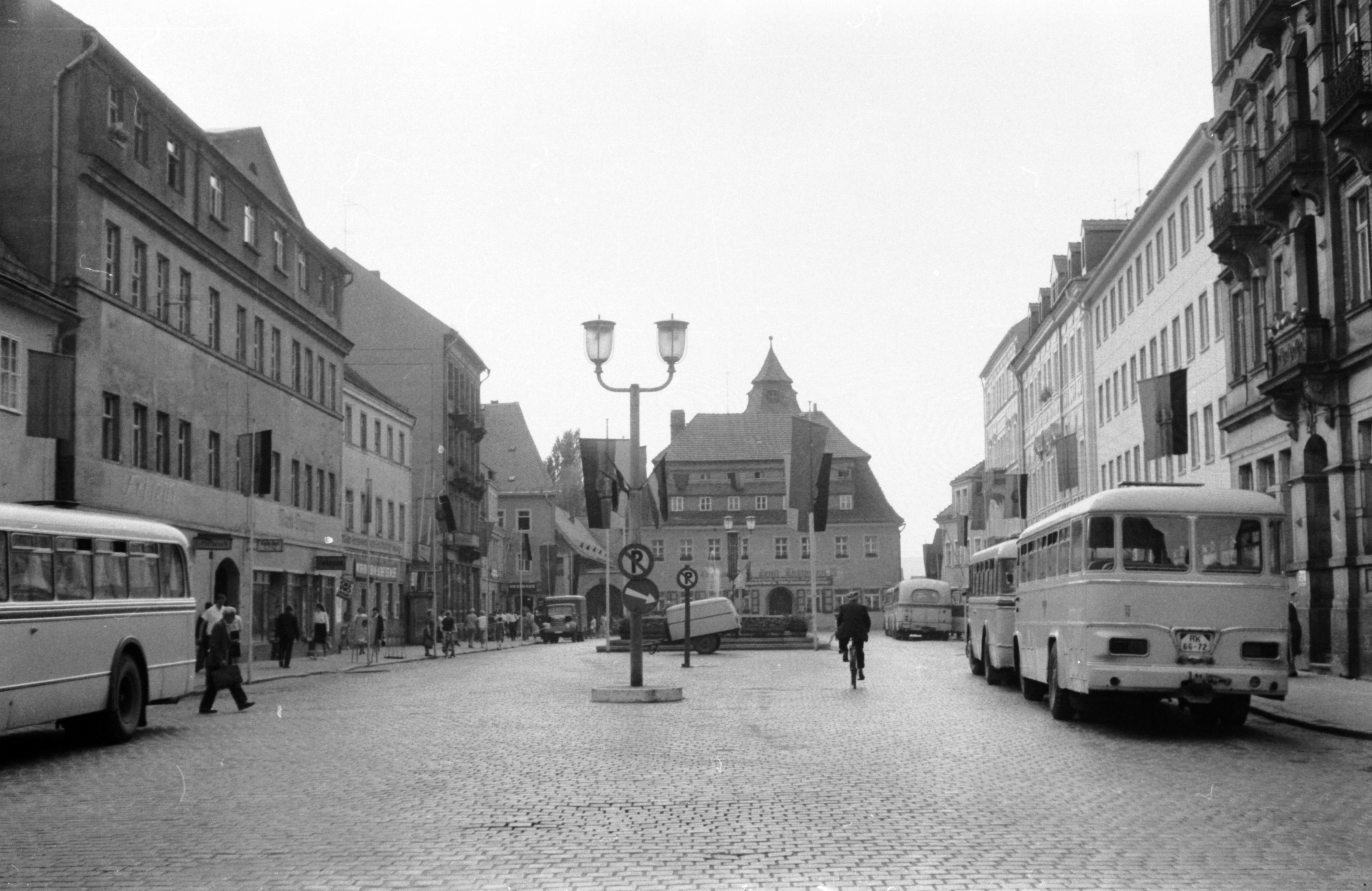
Bad Schandau: historische Aufnahme des Straßenverlaufes über den Marktplatz, Blick in Fahrtrichtung Königstein (Aufnahme 1967)
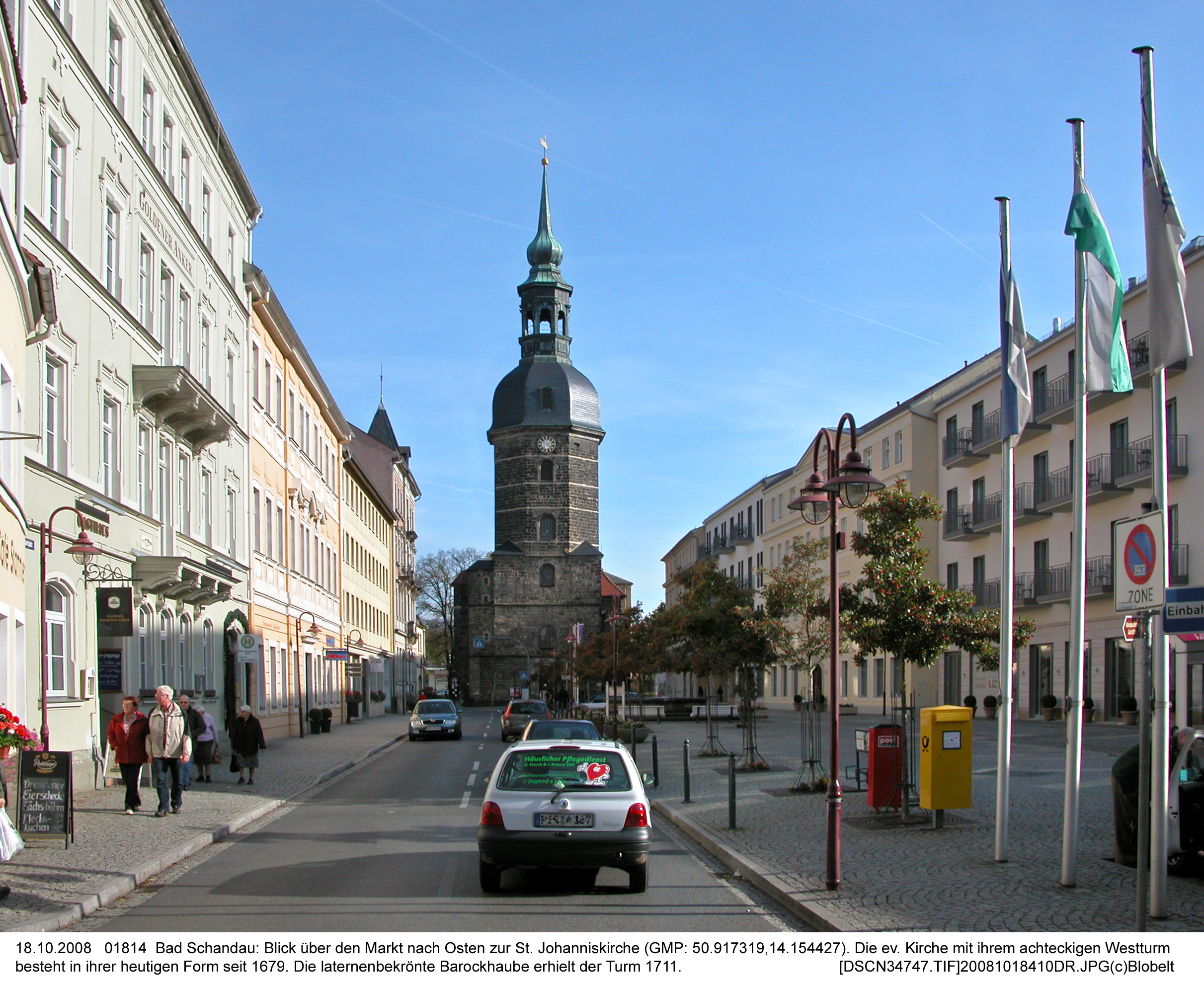
Bad Schandau: Führung der B 172 über den Marktplatz, Blick in Fahrtrichtung Schmilka (Aufnahme 2008)
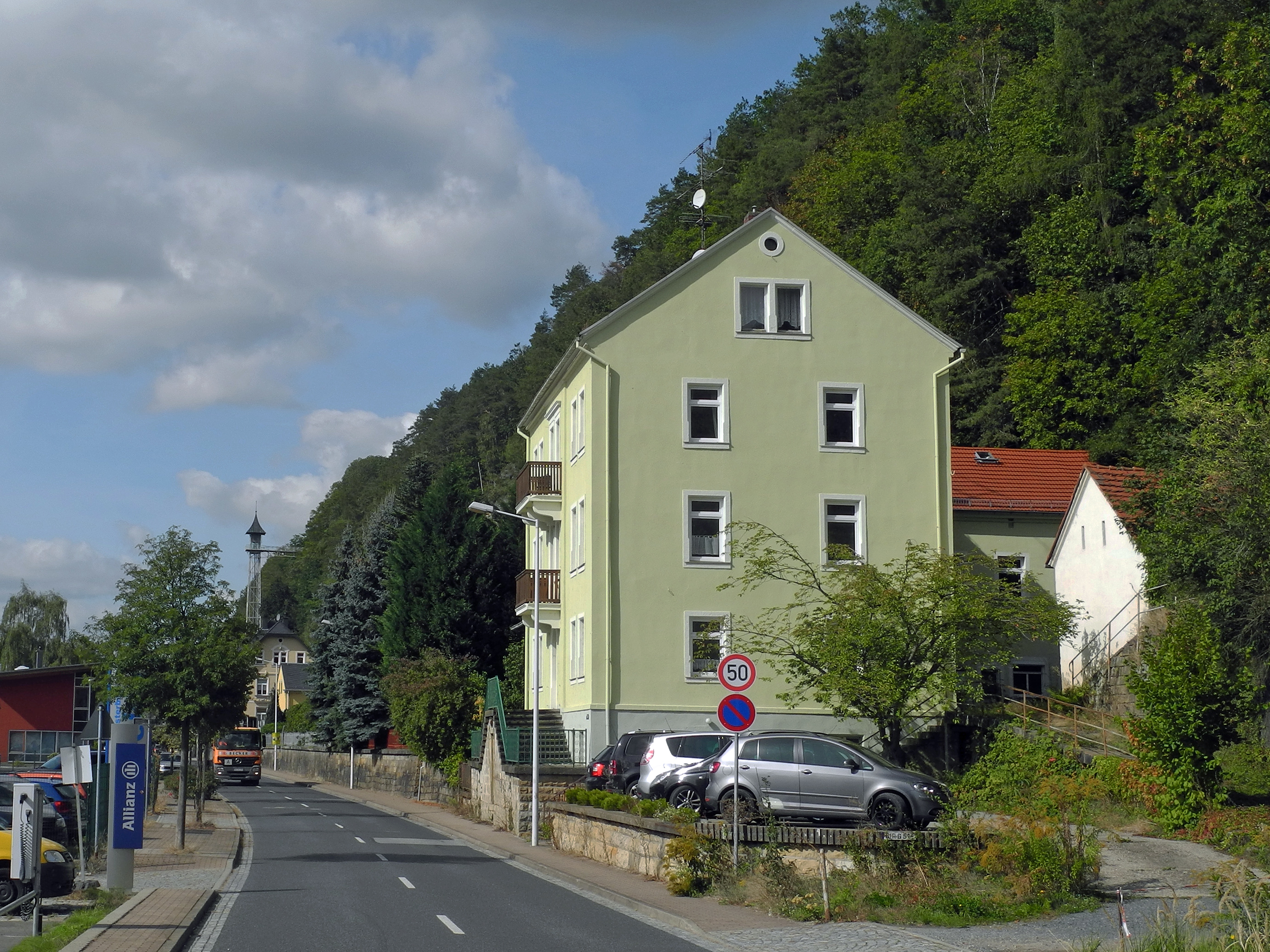
Bad Schandau: Straßenverlauf der Rudolf-Sendig-Straße am Personenaufzug Bad Schandau, Blick in Fahrtrichtung Königstein (Aufnahme 2019)
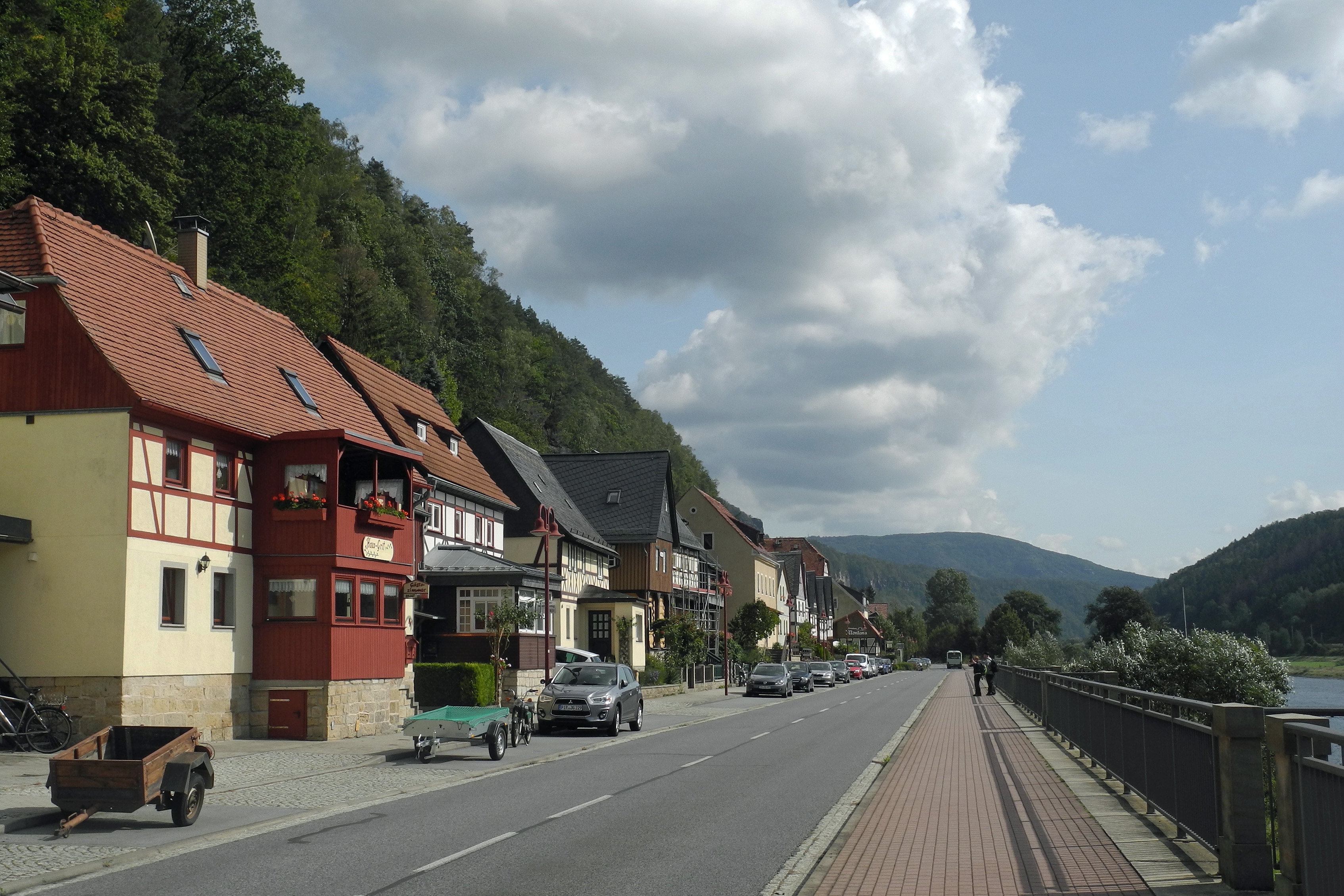
Straßenverlauf in Postelwitz, Blick in Fahrtrichtung Schmilka (Aufnahme 2019)
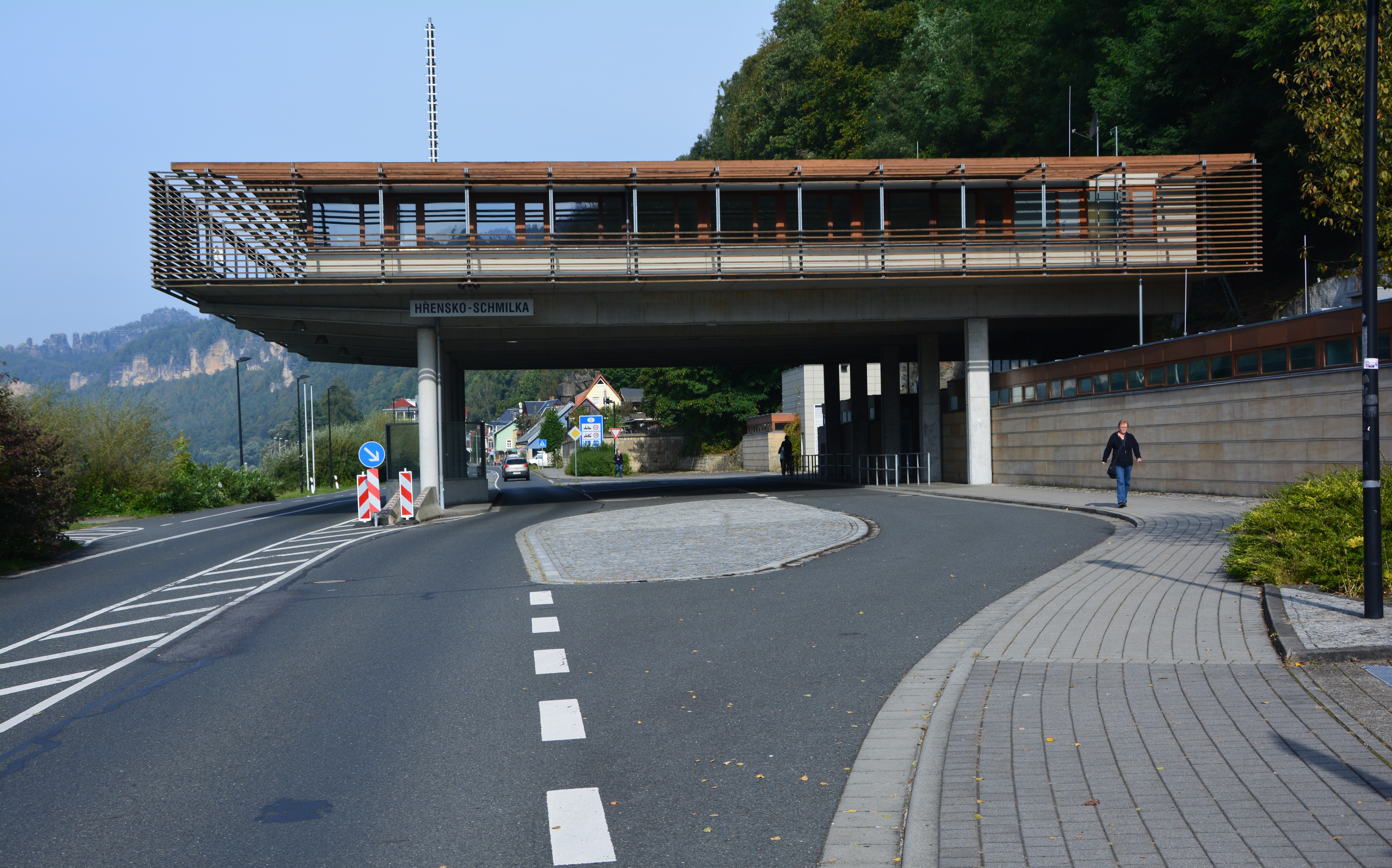
Alte Grenzstation in Schmilka (Aufnahme 2016)
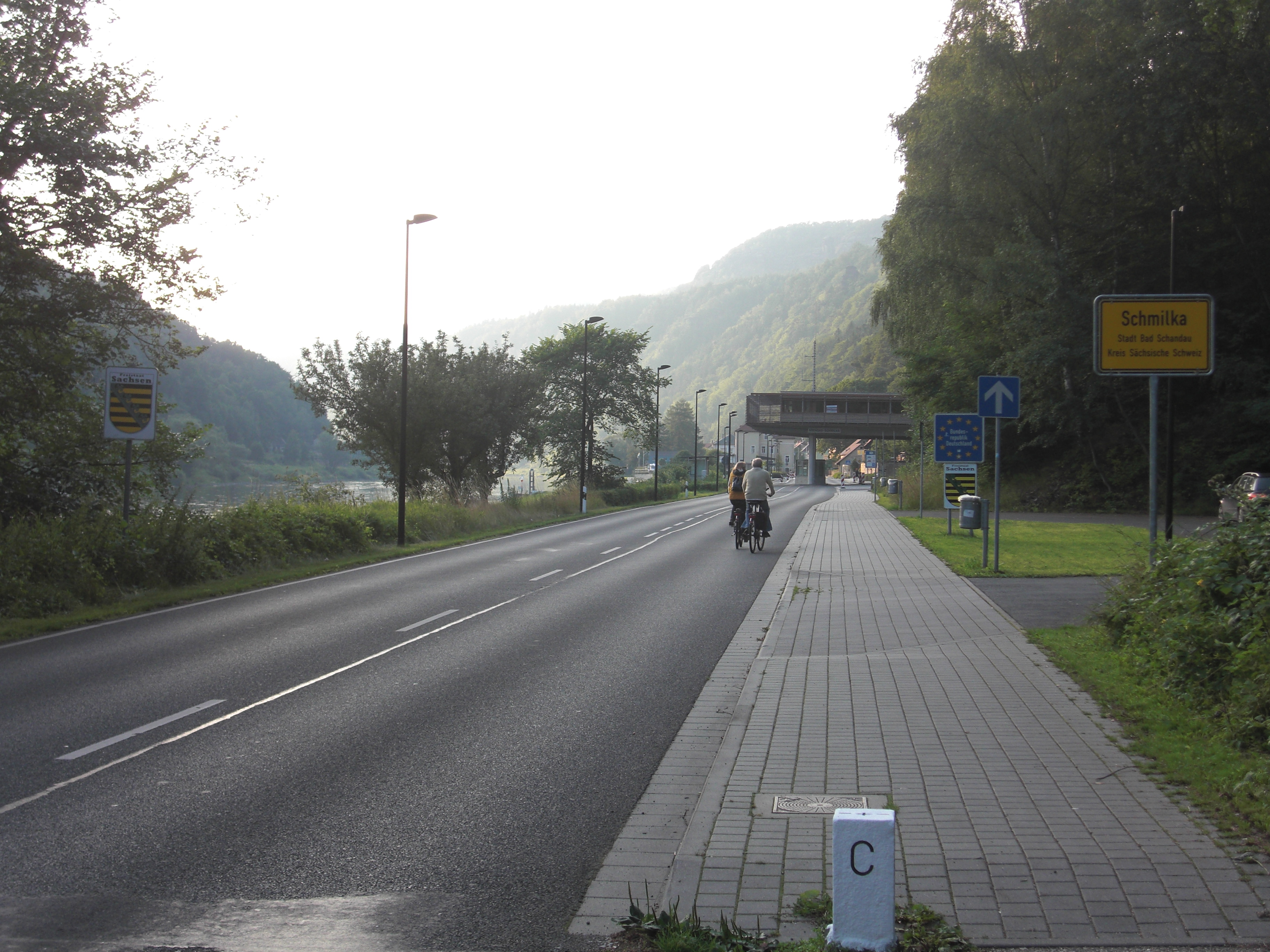
B 172 an der deutsch-tschechischen Staatsgrenze in Schmilka (Aufnahme 2008)